# Svetlić
Svetlić (en serbe cyrillique : Светлић) est un village de Serbie situé dans la municipalité de Topola, district de Šumadija. Au recensement de 2011, il comptait 335 habitants.

## Démographie
| 1948 | 1953 | 1961 | 1971 | 1981 | 1991 | 2002 | 2011 |
| ---- | ---- | ---- | ---- | ---- | ---- | ---- | ---- |
| 629  | 621  | 607  | 549  | 492  | 420  | 417  | 335  |

|  |